# Alter Friedhof Rukla

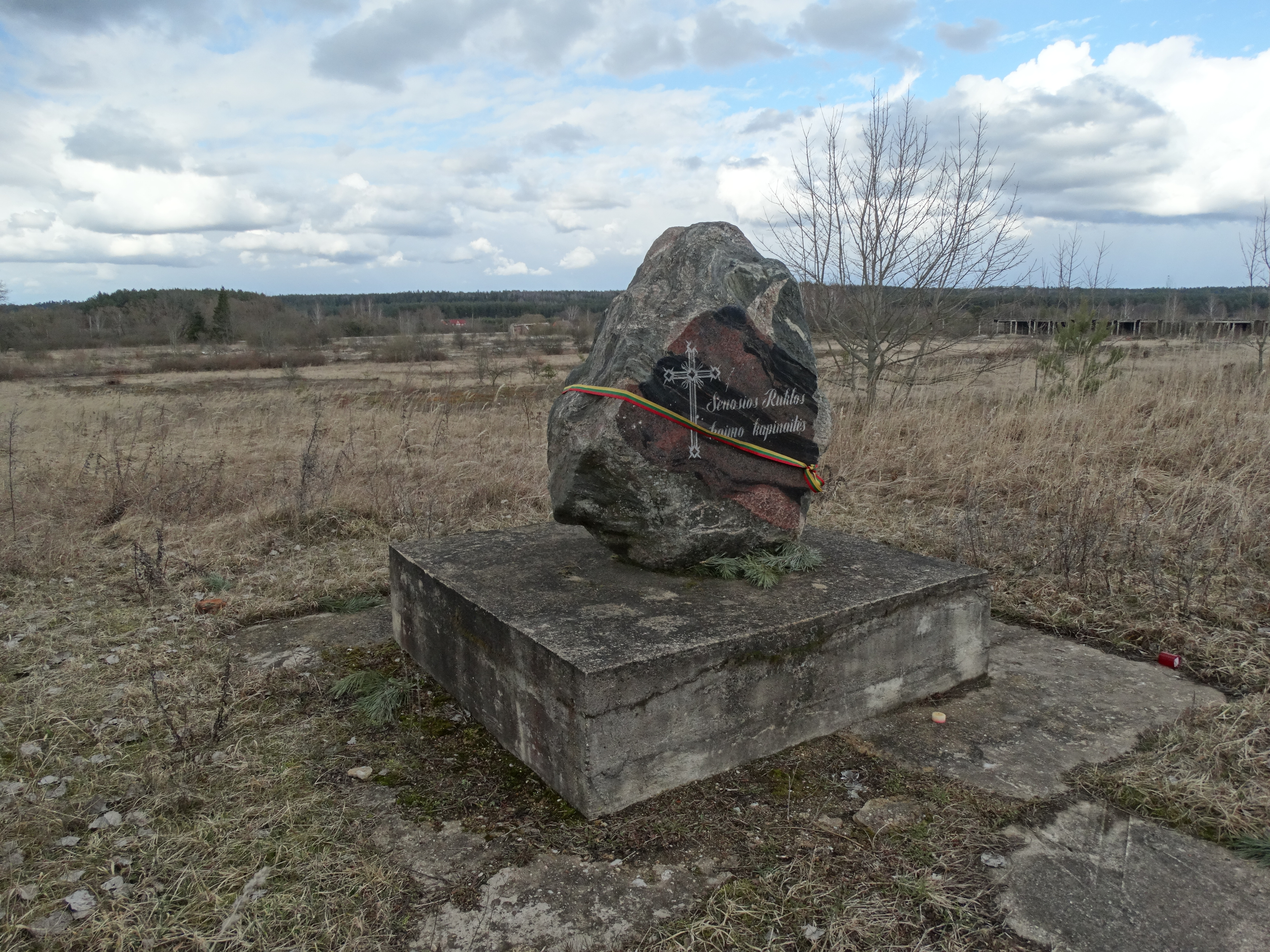
Gedenkstein

Der Alte Friedhof Rukla (litauisch: Ruklos senosios kapinės) ist ein Friedhof im Osten des Städtchens Rukla, an der Karaliaus-Mindaugo-Straße, in der Rajongemeinde Jonava, Bezirk Kaunas, Litauen. Die Gräber entstanden im 17. Jahrhundert. Später errichtete man dort eine Kapelle. 2004 wurde ein Gedenkstein aufgestellt.
Der Friedhof dient heute nicht mehr als Begräbnisstätte. Der neue Friedhof des Städtchens befindet sich in Šmatai.